# HD157678
HD157678 — хімічно пекулярна зоря спектрального класу B9, що має видиму зоряну величину в смузі V приблизно 8,1.
Вона  розташована на відстані близько 1342,2 світлових років від Сонця.

## Пекулярний хімічний склад
Зоряна атмосфера HD157678 має підвищений вміст
Si
.